# Мангровая ласточка
Мангровая ласточка, или мангровая американская ласточка (лат. Tachycineta albilinea), — вид певчих птиц семейства ласточковых. Подвидов не выделяют. Распространён в прибрежных районах от Мексики до Панамы.

## Описание
Мангровая ласточка достигает длины 11—12 см и весит около 14 г. У взрослых особей верхняя часть тела радужная сине-зелёная. Нижняя часть тела, надхвостье, нижняя часть хвоста и кроющие перья крыльев белого цвета. Маховые и рулевые перья черноватые. На белой нижней части тела иногда имеются слабые тёмные прожилки. Клюв маленький, длиной около 11 мм, чёрного цвета. Радужная оболочка тёмно-коричневая, а цевка и пальцы ног от чёрного до розовато-коричневого цвета. Уздечка чёрная, над ней проходит тонкая белая линия. Половой диморфизм в окраске оперения не выражен, но у самок по сравнению с самцами немного длиннее хвост и немного короче крылья. 

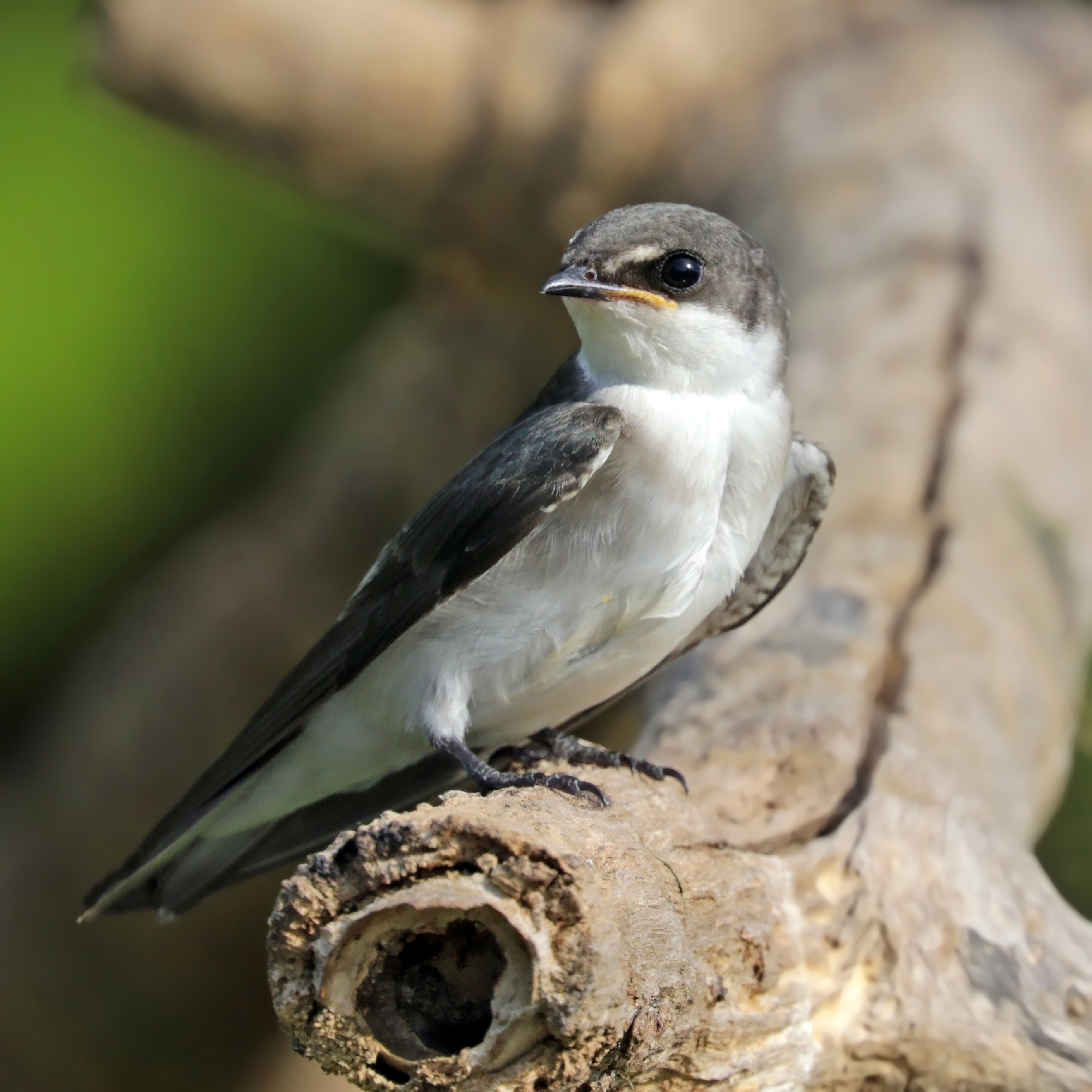
Молодая особь

У молоди верхняя часть тела тусклого серо-коричневого цвета, а нижняя — серовато-коричнево-белёсая. Иногда у молоди верхняя часть тела имеет едва заметный зеленоватый блеск.

## Распространение и места обитания
Мангровая ласточка  распространена в Мексике и всей Центральной Америке (Белиз, Гватемала, Гондурас, Сальвадор, Никарагуа, Коста-Рика и Панама). Обычно встречается вблизи низменных водоемов и мангровых лесов. В Мексике обычно не встречается выше 600 м над уровнем моря, но в Коста-Рике наблюдалась на высоте до 1000 м (обычно от уровня моря до высоты 500 м). Мангровая ласточка изредка залетает в Соединенные Штаты, где она была впервые зарегистрирована в 2002 году во Флориде.

## Биология

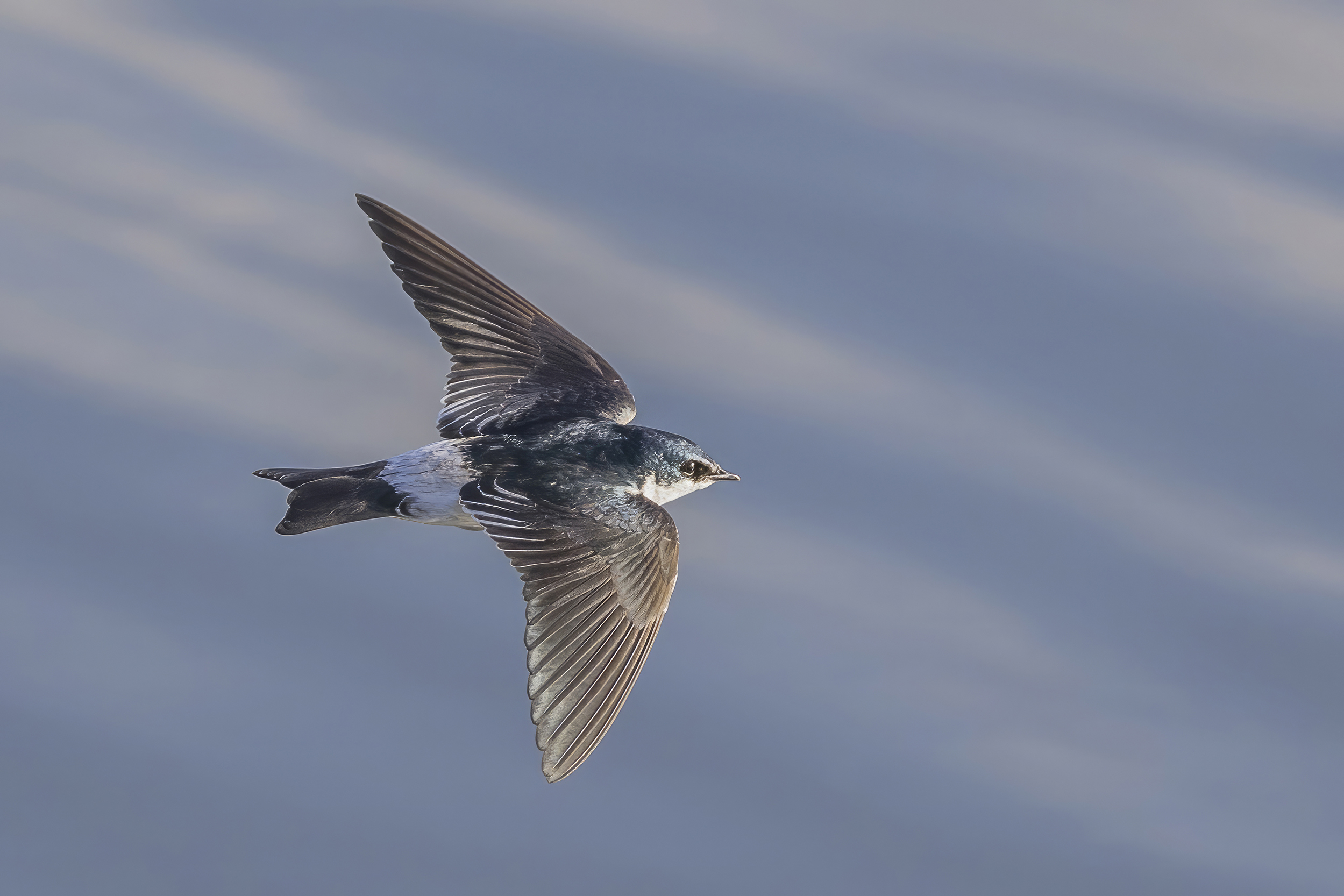
В полёте

Мангровая ласточка тесно связана с относительно спокойной открытой водой и часто встречается небольшими стаями над реками или озерами. Траектория полёта обычно прямая и проходит низко над водой. Летает с быстрыми взмахами крыльев и непродолжительным скольжением. В перерывах между добыванием пищи часто садится на присаду.
Мангровая ласточка является оседлым видом, но, вероятно, после размножения осуществляет некоторые перемещения в пределах гнездового ареала.

### Питание
Мангровая ласточка питается в основном мелкими летающими насекомыми, включая крупные виды, такие как стрекозы и пчёлы. Обычно добывает пищу ранним утром и ближе к вечеру, причем птенцов кормят сразу после восхода солнца и перед заходом солнца. Вне сезона размножения мангровые ласточки обычно добывают корм небольшими стаями, хотя при размножении они питаются поодиночке или парами.

### Размножение
Сезон размножения продолжительный и приходится на январь — июль в Центральной Америке и на март — июнь или июль в Мексике. За сезон обычно бывает два выводка. В этот период мангровая ласточка проявляет территориальное поведение и очень агрессивна по отношению к другим ласточкам. Гнездо сооружается из травы, тонких стеблей, мха, листьев и веточек в естественных и искусственных полостях вблизи воды, обычно в пне или сухом дереве на высоте менее 2 м от земли. Гнезда расположены не ближе, чем в 50 м друг от друга. В кладке 3—5  белых яиц размером в среднем 17,3 x 12,8 мм и весом около 1,6 г. Инкубационный период продолжается 17 дней. Птенцов кормят оба родителя. Птенцы оперяются через 23—27 дней.